# Langen Jarchow
Langen Jarchow ist ein Ortsteil der Gemeinde Kloster Tempzin im Norden des Landkreises Ludwigslust-Parchim in Mecklenburg-Vorpommern (Deutschland).

## Geografie und Verkehr
Langen Jarchow liegt in einer hügeligen Landschaft zwischen dem Neuhofer See im Norden und den Keezer See im Süden. Weitere Seen gibt es im Ortsgebiet nicht. Größere Waldflächen sind nicht vorhanden. Der höchste Punkt im Ortsgebiet ist eine unbenannte Höhe südwestlich von Klein Jarchow mit 66 m ü. NHN. Über die Bundesstraße 192 erreicht man den Anschluss Zurow (Entfernung 18 km) der Ostseeautobahn A 20 (Lübeck–Stettin). Die nächstgrößere Stadt Brüel ist sechs Kilometer entfernt.

## Geschichte
In der Nähe wurde ein Urnenfeld aus der älteren Eisenzeit entdeckt. Auch ein Gräberfeld spätrömischer Eisenzeit (die Spange von Häven) wurde ausgegraben. Erstmals erwähnt wird der Ort als Lehen von Martin von Mallin im Jahre 1219. Im Jahre 1509 kommt die Gegend an das Kloster Tempzin. Seit 1794 und bis zum Ersten Weltkrieg gehörte Langen Jarchow zum Großherzogtum Mecklenburg-Schwerin, dann zum Freistaat Mecklenburg-Schwerin und ab 1934 zum Land Mecklenburg und dann von 1952 bis 1990 zum Bezirk Schwerin.
Am 1. Juli 1950 wurde die bisher eigenständige Gemeinde Häven eingegliedert. Am 1. Januar 2016 wurde die Gemeinde Langen Jarchow aufgelöst. Sie bildete mit Zahrensdorf die neue Gemeinde Kloster Tempzin.

## Sehenswürdigkeiten
→ Siehe auch Liste der Baudenkmale in Kloster Tempzin (Gemeinde)
- Naturlandschaft Bibower Wiesen am Neuhofer See